# Pokal evropskih prvakov 1986/87 (hokej na ledu)
Pokal evropskih prvakov 1986/87 je dvaindvajseta sezona hokejskega pokala, ki je potekal med 2. oktobrom in 27. septembrom. Naslov evropskega pokalnega zmagovalca je osvojil klub CSKA Moskva.

## Tekme

### Prvi krog
| 1. klub             | Rezultat  | 2. klub     |
| ------------------- | --------- | ----------- |
| HC Steaua Bucureşti | 14:0, 6:2 | CSKA Sofija |

### Drugi krog
| 1. klub             | Rezultat  | 2. klub       |
| ------------------- | --------- | ------------- |
| Stjernen            | 14:3, 9:4 | Durham Wasps  |
| GIJS Groningen      | 2:2, 3:6  | Dynamo Berlin |
| HC Steaua Bucureşti | 2:2, 4:5  | HK Partizan   |
| Mont-Blanc          | 0:5, 3:3  | HC Merano     |

### Tretji krog
| 1. klub       | Rezultat   | 2. klub           |
| ------------- | ---------- | ----------------- |
| Stjernen      | 0:10, 0:13 | Tappara Tampere   |
| Dynamo Berlin | 2:5, 1:1   | HC Lugano         |
| HK Partizan   | 2:5, 1:9   | TMH Polonia Bytom |
| HC Merano     | 9:11, 4:8  | EC KAC            |

### Četrti krog
| 1. klub           | Rezultat | 2. klub       |
| ----------------- | -------- | ------------- |
| Tappara Tampere   | 2:8, 5:7 | CSKA Moskva   |
| HC Lugano         | 4:2, 4:5 | Kölner EC     |
| TMH Polonia Bytom | 1:4, 2:3 | TJ VSŽ Košice |
| EC KAC            | 6:5, 4:6 | Färjestads BK |

### Finalna skupina
| 1. klub       | Rezultat | 2. klub       |
| ------------- | -------- | ------------- |
| CSKA Moskva   | 4:4      | Färjestads BK |
| HC Lugano     | 4:5      | TJ VSŽ Košice |
| CSKA Moskva   | 9:0      | TJ VSŽ Košice |
| HC Lugano     | 3:7      | Färjestads BK |
| HC Lugano     | 2:10     | CSKA Moskva   |
| TJ VSŽ Košice | 5:4      | Färjestads BK |

#### Lestvica
| Poz | Klub          | Točke |
| 1   | CSKA Moskva   | 5     |
| 2   | TJ VSŽ Košice | 4     |
| 3   | Färjestads BK | 3     |
| 4   | HC Lugano     | 0     |